# 丁泰鎮
丁 泰鎮（チョン・テジン、정태진、1903年7月25日 - 1952年11月2日）は日本統治時代の大韓民国のハングル学者で、号は石人、本貫は羅州丁氏、京畿道坡州郡（現在の坡州市）出身。
1925年に延禧専門学校文科（現在の延世大学校）を卒業、同年咸興永生女高等普通学校教師になった。1927年にアメリカ合衆国に留学、ウースター大学とコロンビア大学大学院教育学科を卒業した。
1931年に帰国して咸興永生女高等普通学校教師に復職し、1941年にハングル学会の《大辞典》編纂委員に任命されたが1942年に朝鮮語学会事件に連累、咸鏡南道洪原警察署で逮捕され、懲役2年を宣告されて服役した。
光復以後《大辞典》編纂を再開しながら延禧大・中央大などで国語学講義を担当して後学養成に努力し、1949年にハングル学会理事を務めた。朝鮮戦争中の1952年11月2日坡州で食糧を求めに行く途中軍用トラック転覆事故で死亡した。以後1962年に大韓民国建国功労勳章単章を追贈された。

## 参考サイト
- 네이버 캐스트 : 오늘의 인물 - 정태진